# Krokon (König)
Krokon (altgriechisch Κρόκων Krókōn), Sohn des Triptolemos, ist eine Gestalt der griechischen Mythologie.
Er herrschte über das Gebiet von Eleusis an der Grenze zu Attika; sein Heimatort hieß noch zu Pausanias’ Zeiten (also über 500 Jahre später) Krókōnos basíleia.
Nach einer lokalen Sage war Krokon mit Saisara, der Tochter des Keleos verheiratet. In den eleusinischen Mythen sind Krokon und sein unehelich geborener Bruder Koiron die Namensgeber zweier Priestergeschlechter, welche später einen Rechtsstreit über ihre Würden beim Mysterienkult ausfochten. Die Krokoniden erbauten der Göttin Hestia zu jener Zeit einen Tempel. Der Name des Geschlechtes leitet sich von der Tätigkeit des κροκοῦν krokoún ab, dem Umbinden von Wollfäden an rechter Hand und linkem Fuß der Mysten.
Krokons Tochter Meganeira ehelichte Arkas, den Stammvater der Arkadier, und zeugte mit ihm die Söhne  Elatos und  Apheidas.
Als Mutter des Krokon wird Metaneira genannt. Hier ergibt sich jedoch eine Unstimmigkeit, da seine Gattin Saisara angeblich eine Schwester seines Vaters (also Krokons Tante) war: Triptolemos könnte dann nur durch Inzest gleichzeitig Krokons Vater und Sohn des Keleos gewesen sein. Andere erklären dies, wie so oft, in der Verschmelzung von Mythen und Einfügungen in spätere Genealogien.